# Vadonia
Маївниця (Vadonia Mulsant, 1863, 1981) — рід жуків з родини Скрипунових. 

## Розповсюдження
В Україні поширені 4 види:
- Маївниця одноцяткова – Vadonia unipunctata (Fabricius, 1787)
- Маївниця двоцяткова – Vadonia bipunctata (Fabricius, 1781) (2 підвиди)
- Маївниця скривалена – Vadonia saucia (Mulsant & Godart, 1855)
- Маївниця мезійська – Vadonia moesiaca (K. Daniel & J. Daniel, 1891)

Також ймовірне знаходження п'ятого виду в Одеській області
- Маївниця волохата – Vadonia hirsuta (K. Daniel & J. Daniel, 1891)